# Aubeville
Aubeville és un municipi francès situat al departament del Charente i a la regió de la Nova Aquitània. L'any 2007 tenia 138 habitants.

## Demografia

### Població
El 2007 la població de fet d'Aubeville era de 138 persones. Hi havia 61 famílies de les quals 19 eren unipersonals (8 homes vivint sols i 11 dones vivint soles), 23 parelles sense fills i 19 parelles amb fills.
La població ha evolucionat segons el següent gràfic:
Habitants censats

### Habitatges
El 2007 hi havia 64 habitatges, 60 eren l'habitatge principal de la família i 4 eren segones residències. 61 eren cases i 3 eren apartaments. Dels 60 habitatges principals, 45 estaven ocupats pels seus propietaris, 7 estaven llogats i ocupats pels llogaters i 9 estaven cedits a títol gratuït; 5 tenien dues cambres, 7 en tenien tres, 20 en tenien quatre i 29 en tenien cinc o més. 43 habitatges disposaven pel capbaix d'una plaça de pàrquing. A 26 habitatges hi havia un automòbil i a 29 n'hi havia dos o més.

### Piràmide de població
La piràmide de població per edats i sexe el 2009 era:
| Homes | Edats   | Dones |
| ----- | ------- | ----- |
| 0     | 95 o +  | 0     |
| 0     | 90 a 94 | 0     |
| 0     | 85 a 89 | 0     |
| 0     | 80 a 84 | 0     |
| 8     | 75 a 79 | 4     |
| 4     | 70 a 74 | 8     |
| 12    | 65 a 69 | 8     |
| 0     | 60 a 64 | 12    |
| 0     | 55 a 59 | 0     |
| 0     | 50 a 54 | 0     |
| 8     | 45 a 49 | 4     |
| 16    | 40 a 44 | 12    |
| 0     | 35 a 39 | 4     |
| 0     | 30 a 34 | 0     |
| 0     | 25 a 29 | 0     |
| 0     | 20 a 24 | 4     |
| 16    | 15 a 19 | 4     |
| 0     | 10 a 14 | 0     |
| 12    | 5 a 9   | 4     |
| 4     | 0 a 4   | 0     |

## Economia
El 2007 la població en edat de treballar era de 76 persones, 61 eren actives i 15 eren inactives. De les 61 persones actives 57 estaven ocupades (33 homes i 24 dones) i 4 estaven aturades (4 dones i 4 dones). De les 15 persones inactives 7 estaven jubilades i 8 estaven classificades com a «altres inactius».

### Ingressos
El 2009 a Aubeville hi havia 62 unitats fiscals que integraven 148 persones, la mediana anual d'ingressos fiscals per persona era de 17.370 €.

### Activitats econòmiques
Dels 8 establiments que hi havia el 2007, 2 eren d'empreses de construcció, 2 d'empreses de comerç i reparació d'automòbils, 1 d'una empresa de transport, 1 d'una empresa de serveis i 2 d'empreses classificades com a «altres activitats de serveis».
Dels 3 establiments de servei als particulars que hi havia el 2009, 1 era una funerària i 2 fusteries.
L'any 2000 a Aubeville hi havia 17 explotacions agrícoles que ocupaven un total de 624 hectàrees.

## Poblacions més properes
El següent diagrama mostra les poblacions més properes.